# Dow Tennis Classic 2022
Il Dow Tennis Classic 2022 è stato un torneo femminile di tennis giocato sul cemento indoor. È stata la 29ª edizione del torneo, la seconda facente parte della categoria WTA 125 nell'ambito del WTA Challenger Tour 2022. Si è giocato al Greater Midland Tennis Center di Midland negli Stati Uniti d'America dal 31 ottobre al 6 novembre 2022.

## Partecipanti al singolare

### Teste di serie
| Nazionalità | Giocatrice      | Ranking* | Testa di serie |
| ----------- | --------------- | -------- | -------------- |
| Cina        | Zhang Shuai     | 24       | 1              |
| Stati Uniti | Madison Brengle | 51       | 2              |
| Cina        | Zhu Lin         | 62       | 3              |
| Cina        | Yuan Yue        | 83       | 4              |
| Colombia    | Camila Osorio   | 86       | 5              |
|             | Varvara Gračëva | 94       | 6              |
| Stati Uniti | Caty McNally    | 108      | 7              |
| Giappone    | Moyuka Uchijima | 109      | 8              |

* Ranking al 24 ottobre 2022.

### Altre partecipanti
Le seguenti giocatrici hanno ricevuto una wild card per il tabellone principale:
- Eugenie Bouchard
- Madison Brengle
- Sofia Kenin
- Maria Mateas
- Peyton Stearns
- Zhang Shuai

Le seguenti giocatrici sono passate dalle qualificazioni:
- Kayla Day
- Elvina Kalieva
- Robin Montgomery
- Katherine Sebov

La seguente giocatrice è entrata in tabellone come lucky loser:
- Sophie Chang

### Ritiri
Prima del torneo
- Fernanda Contreras Gómez → sostituita da  Sachia Vickery
- Anna Kalinskaja → sostituita da  Carol Zhao
- Marta Kostjuk → sostituita da  Robin Anderson
- Rebecca Peterson → sostituita da  Anna-Lena Friedsam
- Lesja Curenko → sostituita da  Asia Muhammad
- Donna Vekić → sostituita da  Louisa Chirico
- Katie Volynets → sostituita da  Ashlyn Krueger
- Yuan Yue → sostituita da  Sophie Chang

## Partecipanti al doppio

### Teste di serie
| Nazione     | Giocatrice         | Nazione     | Giocatrice         | Rank1 | Seed |
| ----------- | ------------------ | ----------- | ------------------ | ----- | ---- |
| Stati Uniti | Asia Muhammad      | Stati Uniti | Alycia Parks       | 105   | 1    |
| Stati Uniti | Sophie Chang       | Stati Uniti | Angela Kulikov     | 118   | 2    |
| Stati Uniti | Kaitlyn Christian  |             | Lidzija Marozava   | 129   | 3    |
| Stati Uniti | Catherine Harrison | Stati Uniti | Sabrina Santamaria | 167   | 4    |

* Ranking al 24 ottobre 2022.

### Altre partecipanti
La seguente coppia di giocatrici ha ricevuto una wild card per il tabellone principale:
- Karolína Beranková /  Elizabeth Coleman

## Campionesse

### Singolare
Caty McNally ha sconfitto in finale  Anna-Lena Friedsam con il punteggio di 6–3, 6–2.

### Doppio
Asia Muhammad /  Alycia Parks hanno sconfitto in finale  Anna-Lena Friedsam /  Nadiia Kičenok con il punteggio di 6–2, 6–3.